# Paisaje protegido de las Cuencas Mineras de Asturias
El paisaje protegido de las Cuencas Mineras de Asturias protege una sierra interior de 13 225 ha que compone el paisaje protegido que se extiende por los concejos asturianos de Langreo, Laviana, Mieres y San Martín del Rey Aurelio. Este espacio natural comprende parte de los valles formados por los ríos Nalón y Caudal, así como su red fluvial con los afluentes Turón, Samuño, Santa Bárbara y Villoria y por una sierra montañosa cuyo pico más característico es Peña Mea (1557 m). Lindando con este espacio se encuentra el parque natural de Redes.

## Descripción

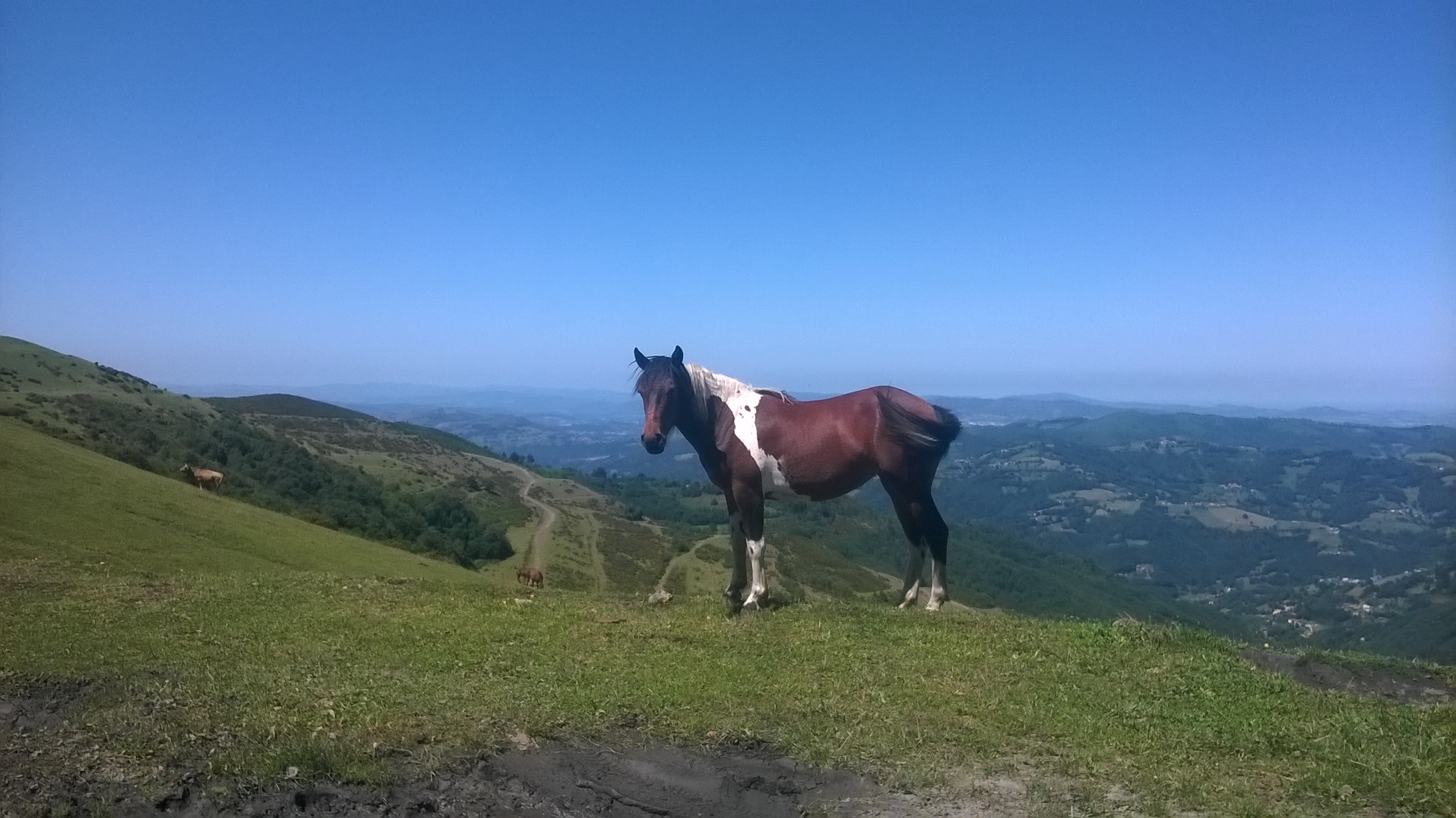
Caballos en el Pico Polio

El paisaje protegido de las cuencas mineras asturianas está formado por los espacios más altos de los valles mineros del Nalón y del Caudal así como sus valles afluentes, en los citados municipios que, por su trayectoria económica y cultural, forman las cuencas mineras asturianas. La acción de los agentes atmosféricos, especialmente el agua, ha dibujado un singular paisaje repleto de valles y redes fluviales. 
La vegetación representativa son los prados y pastos, así como tierras de cultivo. Existen importantes bosques de carbayedas y también están representados hayedos, rebollares, avellanos y bosques mixtos de roble albar y una pequeña superficie de abedulares.
En la fauna cabe destacar el urogallo cantábrico, alimoche, azor, pito negro, nutria y desmán de los Pirineos, además de grandes mamíferos como jabalíes y corzos, por su ubicación como corredor hacia el Parque natural de Redes. 
La agricultura y ganadería siguen llevándose a cabo en esta zona, aunque en retroceso desde la industrialización. La cría de ganado ovino, vacuno y equino es la más habitual. Numerosas rutas y sendas cruzan este espacio, entroncando con las rutas culturales de patrimonio industrial que se encuentra en la zona baja de los valles, ya fuera del espacio protegido. 

#### Declaración
El área fue declarada mediante Decreto 36/2002, de 14 de marzo, y el Instrumento de Gestión fue aprobado mediante Decreto 157/2014.